# Steve Smith (China, IL)
Steve Smith è uno dei protagonisti, insieme al fratello Frank Smith, della serie televisiva China, IL, nonché professore di storia della UCI (Università di China, Illinois), creato da Brad Neely e doppiato dallo stesso nella versione originale e da Guido Di Naccio nella versione italiana. Il personaggio fa la sua prima apparizione nel primo dei due episodi pilota della serie, China, IL: The Funeral.

## Biografia
Residente nell'immaginaria China, Illinois e professore di storia della UCI, Steve Smith è il fratello di Frank Smith.
Di solito, a causa della stupidità di Frank, riesce sempre a prendergli la ragazza, non facendo mai caso ai sentimenti del fratello.
C'è anche una certa concorrenza tra di loro, come visto in La Settimana Degli Scherzi e in A Gentleman's Bet, dove Steve sembra non essere disposto a perdere contro Frank, quando cerca a tutti i costi di ottenere un vantaggio su di lui, perdendo miseramente e negando la scommessa proposta, prima della gara.
Nonostante ciò, i due fratelli sembrano sostenersi a vicenda in molte circostanze come visto in FrankenSteve, durante una partita di wrestling, o in Vale La Pena Andare Al College?. In alcune puntate, il comportamento di Steve si applica anche su Pony come nell'episodio Preside vs Sindaco, nel quale tratta Pony come una serve. Questo comportamento è visto anche in Ballo bestiale, quando Steve insulta Frank per non aver ballato con lui.